# 3-я авиационная школа первоначального обучения

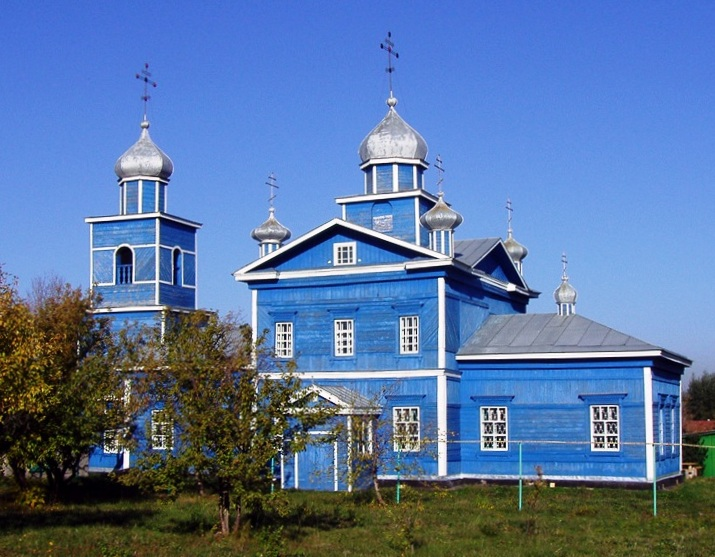
Здание Православной церкви Покрова Пресвятой Богородицы, в котором располагалось общежитие летной школы в селе Климово

3-я военная авиационная школа пилотов первоначального обучения — военная авиационная военная школа первоначального обучения летчиков.

## История наименований школы
- 3-я военная авиационная школа пилотов первоначального обучения (3-я ВАШП первоначального обучения);
- 3-я школа первоначального обучения ВВС МВО по ВУЗ (3-я школа первоначального обучения ВВС МВО по ВУЗ);
- 3-я авиационная школа первоначального обучения ВВС МВО (3-я ав. школа первоначального обучения ВВС МВО);
- 3-я военная авиационная школа пилотов МВО г. Сасово (3-я ВАШП МВО г. Сасово).

## История
Школа основана в Сталиногорске Тульской области. В её состав включались все аэроклубы города Тулы и районов, в том числе и города Сталиногорска. В школу принимали на обучение курсантов по направлению военкоматов с полным отрывом от производства. Полеты производились на самолётах У-2.
В начале октября 1941 года во время Великой Отечественной войны школа была переведена в посёлок Ибреси. Именовалась как Ибресинская лётная школа.
В районе для школы было подготовлено 4 лётных поля: в Ибресях, в сёлах Климово и Чувашские Тимяши Ибресинского района и в д. Новые Шорданы Канашского района. Начальник авиашколы А. Белецкий тепло отзывался о местных жителях: «Зимой с лопатами, санками на аэродром приходили дети и старики, чтобы очищать лётное поле от снега», — писал он…
За посёлком на полях был оборудован аэродром, на котором разместились военные. Позднее появились лётчики-курсанты. Срок обучения курсантов в среднем длился 4 месяца, после чего их отправляли на фронт. Начальником авиашколы был М. Т. Литвинов.
В этой школе после тяжёлого ранения с начала 1943 года восстанавливал умение летать без ног старший лейтенант лётчик Алексей Петрович Маресьев, направленный сюда управлением кадров Военно-Воздушных Сил. Маресьев занимался здесь в должности инструктора-лётчика свыше пяти месяцев. В эту школу Маресьев прибыл из санатория после ранения, получив разрешение продолжать службу в авиации, и вновь учился летать, управлять самолётом, не имея ног. Маресьев прибыл сюда для испытаний в полётах на самолёте и заключения о возможности продолжения им службы в качестве военного лётчика. В 1943 году он отбыл на фронт в составе гвардейского истребительного полка и до конца войны сбил 11 самолётов противника. В этнографическом музее посёлка Ибреси сохранилась переписка с легендарным лётчиком.
В это время начальником штаба школы был подполковник Василий Моисеевич Юков, ныне проживающий в Москве.
По воспоминаниям В. М. Юкова весной 1943 года на дорогах образовалась непролазная грязь, автомашины не ходили, продукты для школы доставлялись из Канаша в Ибреси на лошадях. Лётчики в дни полётов часто добирались до аэродрома пешком.
Казарма лётчиков находилась по улице, носящей в настоящее время имя Маресьева. Аэродромы школы находились близ деревни Ширтаны, Климово, Чувашские Тимяши и посёлка Ленино.
В здании средней школы временно располагалось общежитие.
После того как Начальник школы тренировочного обучения В. М. Юков был отозван в Москву, на его место был назначен подполковник Антон Федосеевич Белецкий, который был тоже без ноги, ходил на протезе. Он проработал в этой школе около четырёх лет.
Все офицеры жили в частных домах с хозяевами, которые сдавали им уголки в своих домах. Школе помогали жители Ибресь, села Климово, Чувашских Тимяшей, посёлка Ленино и др. Для того чтобы производить полёты более интенсивно, нужно было очищать аэродром от снега до грунта. Трудоёмкую работу жители, в том числе старики и дети, выполняли добровольно, прибывая с лопатами и санками в большом количестве. По утверждению А. Ф. Белецкого авиашкола, которая размещалась в Ибресях и её окрестностях, была на хорошем счету в системе ВВС СССР.
Лётчики учились летать на УТ-2 и «У-2». Были случаи аварий, известен случай гибели лётчика и инструктора, выпрыгнувших из загоревшегося в воздухе самолёта.
В Ибресях есть памятник неизвестному лётчику и обелиск погибшим лётчикам лётной школы по улице Энгельса посёлка.
С 1941 год по 1945 год в селе Климово базировалось подразделение Ибресинской лётной школы. В здании сельского клуба размещалась столовая для лётчиков, а в здании школы — общежитие. На аэродромах авиашколы, один из которых находился близ села, без ног (на протезах) учился летать после ранения легендарный лётчик старший лейтенант А. П. Маресьев, ставший Героем Советского Союза. Здесь же (в промежутке после июля 1943 до мая 1944) на учебно-тренировочных самолётах УТ-2 учились летать сыновья высокопоставленных деятелей советского государства: сын Секретаря ЦК ВКП(б) А. С. Щербакова — будущий Герой Советского Союза Александр Щербаков и сын члена Государственного комитета обороны А. И. Микояна — Алексей Микоян.
Белецкий прослужил в этой школе около четырёх лет, перебазировал школу в г. Сасово Рязанской области. Белецкий же принял зачётный полёт Маресьева уже в Сасовском лётном училище гражданской авиации.
11 октября 1945 года Приказом начальника Главного Управления ГВФ № 0238 было принято решение перебазировать Исиль-Кульскую авиашколу в г. Сасово на базу 3-й военной авиационной школы пилотов. Школа была расформирована. Некоторые из работников 3-й ВАШПО демобилизовались из армии и остались работать в прибывшей авиационной школе. На освободившийся Сасовский аэродром и была перебазирована Исиль-Кульская школа пилотов. С этого времени школа стала именоваться Сасовской авиашколой первоначального обучения пилотов ГВФ. В июне 1947 года Постановлением Совета Министров СССР авиашколу переименовали в Сасовское лётное училище Гражданской авиации.

## Начальники школы
- полковник Политыкин Гавриил Петрович[8], 04.1941 — 10.1942
- подполковник, полковник Юков Василий Моисеевич, 10.1942 — 12.1943
- подполковник, полковник Белецкий Антон Федосеевич, 12.1943 — 11.1945

## Известные выпускники школы
- Андреев, Виктор Михайлович
- Алашеев, Юрий Тимофеевич
- Арчаков Николай Иванович;
- Батяев Василий Сергеевич;
- Вагин Сергей Тимофеевич;
- Карасёв Борис Иванович;
- Карпов Александр Алексеевич;
- Кудрявцев Николай Гаврилович;
- Луньков Николай Алексеевич;
- Мальцев Иван Александрович;
- Мирошниченко Николай Прокофьевич;
- Полукаров Николай Тихонович;
- Полуянов Григорий Павлович;
- Трегубов Николай Михайлович;
- Трещёв Константин Михайлович;
- Фалин Василий Константинович;
- Чечулин Иван Павлович;
- Шаров Дмитрий Михайлович